# 조경 디자인
조경 디자인(landscape design) 또는 조경 설계는 자연과 문화를 결합하여 조경 디자이너가 실천하는 독립적인 직업이자 디자인 및 예술 전통이다. 현대 실무에서 조경 디자인은 조경 건축과 정원 디자인 사이의 공간을 연결한다.

## 디자인 범위
조경 디자인은 부동산의 통합된 마스터 조경 계획과 그 안에 있는 조경 요소 및 식물의 특정 정원 디자인 모두에 중점을 둔다. 실용적, 미적, 원예 및 환경적 지속 가능성도 조경 디자인의 구성 요소이며, 이는 종종 하드스케이프 디자인과 소프트스케이프 디자인으로 구분된다. 조경 디자이너는 종종 건축, 토목공학, 측량, 조경 계약 및 장인 전문 분야와 같은 관련 분야와 협력한다.
디자인 프로젝트에는 조경 디자인과 조경 건축이라는 두 가지 전문적인 역할이 포함될 수 있다.
- 조경 디자인에는 일반적으로 예술적 구성과 장인 정신, 원예의 기교와 전문 지식이 포함되며 개념 단계부터 최종 건설에 이르기까지 상세한 현장 참여에 중점을 둔다.
- 조경 건축은 도시 계획, 도시 및 지역 공원, 시민 및 기업 경관, 대규모 학제간 프로젝트, 설계 완료 후 계약자에게 위임에 더 중점을 둔다.

전문가의 교육, 라이센스 및 경험에 따라 두 역할 간에 재능과 기술이 상당히 중복될 수 있다. 조경 디자이너와 조경가 모두 조경 디자인을 실천한다.